# St. Maria (Babenhausen)

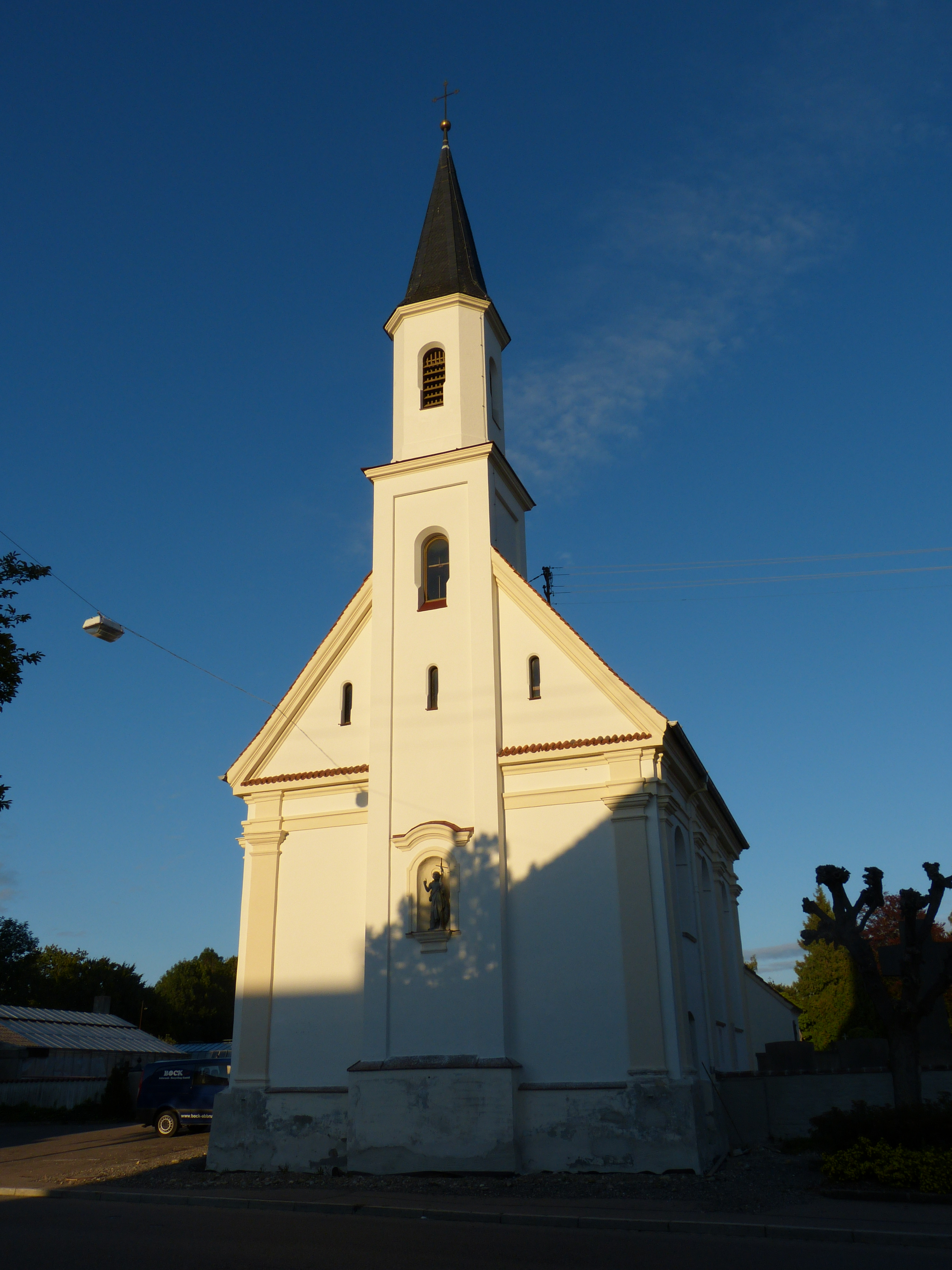
St. Maria in Babenhausen

Die römisch-katholische Kirche St. Maria in Babenhausen im Landkreis Unterallgäu in Bayern steht unter Denkmalschutz.

## Geschichte
An der Stelle der Kirche St. Maria befand sich ehemals eine Kapelle, die vermutlich zeitgleich mit der Anlage des Friedhofs 1542 errichtet wurde. Dieser Bau wurde 1722 durch die jetzige Kirche ersetzt. Architekt des Neubaus  war vermutlich Michael Stiller. Der Dachreiter mit Spitzhelm wurde in der Mitte des 19. Jahrhunderts erneuert.

## Baubeschreibung
Die Kirche besteht aus einem einschiffigen Langhaus. In diesem befindet sich eine Stichkappentonne. An der Westseite der Kirche befindet sich innen eine Doppelempore. Der Raum darunter ist teilweise als schmale Vorhalle abgemauert. An das Langhaus schließt sich der eingezogene dreiseitig geschlossene Chor an. Innen wie außen ist die Kirche mit Pilastern gegliedert. Im Langhaus befinden sich Rundbogenfenster.

## Ausstattung
Der Hochaltar mit einer Kopie des Gnadenbildes von Santa Maria Maggiore in Rom wurde 1695 geschaffen. Figuren der Heiligen Benedikt und Magnus befinden sich neben den gewundenen Freisäulen. Beide Seitenaltäre stammen aus der Zeit um 1720/1730. Das geschnitzte Antependium von 1750/1760 stellt in der Mitte des linken Seitenaltars die Heilige Anna mit Maria dar. Im rechten Antependium befindet sich ein Relief mit der Darstellung des Heiligen Leonhard, der auch im Altarbild von 1720/1730 im rechten Seitenaltar dargestellt ist. Das Altarbild des linken Seitenaltares aus der gleichen Zeit zeigt Maria mit ihren Eltern. Das Kruzifix im Chorbogen stammt aus der Zeit um 1722.
Die Fresken der Kirche wurden 1911 freigelegt und teilweise durch Alois und Matthäus Haugg neu gemalt. Im Chor ist der Sündenfall und die Geburt Christi dargestellt. Die Zwickel des Langhauses zeigen Engel mit Armen Seelen. Eine Darstellung des Totentanzes memento mori, für den Kupferstiche der Totenkapelle des Abraham a Santa Clara als Vorlage dienten, befindet sich an der Westempore.
In der Vorhalle befinden sich mehrere Grabdenkmäler. Für den Fuggerschen Oberamtmann Johann Martin Herz († 1711) ist ein Wappenrelief aus Bronze angebracht. Eine ähnliche Platte erinnert an Sixt Weselin († 1568).